# Ulomyia
Ulomyia is een muggengeslacht uit de familie van de motmuggen (Psychodidae).

## Soorten
- U. annulata (Tonnoir, 1919)
- U. basaltica Vaillant, 1983
- U. bulgarica Wagner & Joost, 1988
- U. cognata (Eaton, 1893)
- U. fuliginosa (Meigen, 1818)
- U. hirta (Szabó, 1960)
- U. hispanica (Sara, 1954)
- U. mirabilis (Sara, 1952)
- U. montanoi Salamanna & Raggio, 1984
- U. montium Vaillant, 1983
- U. ophicornis Vaillant, 1983
- U. rostrata Vaillant, 1983
- U. scurina (Vaillant, 1958)
- U. spinosa Krek, 1972
- U. szaboi Vaillant, 1983
- U. umbripennis Vaillant, 1983
- U. undulata (Tonnoir, 1919)
- U. vaseki Jezek, 2002